# Ogród rozkoszy ziemskich (film)
Ogród rozkoszy ziemskich – melodramat erotyczny z 2003 w reżyserii Lecha Majewskiego, koprodukcja polsko-brytyjsko-włoska zrealizowana na podstawie własnej powieści Metafizyka.

## Fabuła
Fabuła filmu skupia się wokół romansu, który rozkwita między inżynierem Chrisem a historyczką sztuki Claudią (Claudine Spiteri), którzy już po pierwszym spotkaniu pożądają siebie nawzajem. Wkrótce jednak u Claudi stwierdza się nieuleczalną chorobę. Clauda spędza ostatnie dni z Chrisem w Wenecji, na tle budynków i murali stworzonych przez jej ulubionego artystę, Hieronima Boscha, autora tryptyku Ogród rozkoszy ziemskich. 

## Główne role
- Claudine Spiteri – Claudia Cosan
- Chris Nightingale – Chris Malten

## Odbiór
Ogród rozkoszy ziemskich został pozytywnie przyjęty przez anglojęzycznych krytyków. Tim Lucas z magazynu „Sight & Sound” stwierdził, że „Handycam stworzył swoje pierwsze arcydzieło. Nakręcony w całości jedną kamerą Sony PD100, trzymaną w różnych momentach przez reżysera lub jednego z dwóch głównych bohaterów, Ogród rozkoszy ziemskich jest rodzajem tryptyku”. Jakkolwiek Lucas zauważył, że Majewski nakręcił wariant filmu Śmierć w Wenecji (1970) Luchina Viscontiego, zdaniem recenzenta miejsce akcji „zakorzenia egzystencję pary w zewnętrznej rzeczywistości, w świecie wody i sztuki renesansowej”, a nie w śmierci wszystkich zainteresowanych z powodu epidemii. W bardziej sceptycznej recenzji na łamach „The New York Timesa” Nathan Lee pisał, że muzykalność Majewskiego „jest widoczna w świeżym i żywotnym przepływie obrazów”, choć całość osłabiają „słaby słuch do dialogów i nijakość tematu”.
Ágnes Pethő w analizie filmu dla pisma „Screen” dowodziła, że film Majewskiego stanowi dla polskiego reżysera „rodzaj filozoficzno-lirycznej spowiedzi i stylizowanego, refleksyjnego manifestu artystycznego na wzór Ośmiu i pół [1963] Felliniego”. Użycie przez reżysera ruchomej kamery umożliwiło „fuzję sztuki i ciał z kamerą wideo, za pomocą której są one pokazywane w nieustającej symbiozie”.

## Nagrody
Reżyser filmu został uhonorowany na Festiwalu Polskich Filmów Fabularnych Nagrodą Fundacji Górnictwa Naftowego i Gazownictwa im. Ignacego Łukasiewicza za „propagowanie polskiej kultury za granicą”.